# 1 (álbum)
1, También conocido como The Beatles 1 o The Beatles One en inglés, es un álbum recopilatorio que contiene los 27 sencillos de 1962 a 1970 de la banda de rock The Beatles, lanzado al mercado por EMI el 13 de noviembre de 2000, alcanzaron la primera posición en las listas oficiales del Reino Unido y los Estados Unidos tras el inicio del siglo XXI. Con la asistencia del productor George Martin, fue el álbum más vendido de la década 2000-2009 y uno de los seis álbumes certificados con disco diamante de la banda, lo que los convierte en los máximos ganadores de este reconocimiento en la historia de la música. Los otros álbumes con el reconocimiento del disco de diamante son, The Beatles/1962-1966 (álbum rojo), The Beatles (álbum blanco), Abbey Road, Sgt. Pepper's Lonely Hearts Club Band (sargento pimienta) y The Beatles/1967-1970 (álbum azul).

## Recepción
Comercialmente, el álbum superó todas las expectativas. Debutó en la primera posición de la mayoría de las listas de ventas del mundo (incluyendo Estados Unidos e Inglaterra). Gracias a 1, The Beatles han cosechado una nueva serie de récords: el álbum más vendido de la década, el artista más vendedor de 2001 y el álbum más rápidamente vendido de la historia, con más de 10 millones de copias en el primer mes. 
La crítica y los seguidores de la banda británica han reaccionado de manera relativamente positiva. Muchos han lamentado la falta del clásico sencillo "Strawberry Fields Forever", considerado uno de los picos creativos del grupo. Lo mismo con el segundo sencillo de los Beatles, "Please Please Me", el cual es popularmente reconocido como "su primer número uno", pero que en realidad solo alcanzó el primer puesto de tres listas británicas de éxitos, pero nunca la lista de Record Retailer, que se considera lista "oficial". De todos modos, no deja de ser visto como una excelente retrospectiva de la carrera del grupo, incluyendo todos los números uno del grupo (excepto la poco reconocida "For You Blue", compuesta por George Harrison, y que fue el último número 1 de la banda en 1970 en los Estados Unidos, a modo de doble lado A con "The Long and Winding Road", canción que sí se encuentra disponible en 1.

## 1+
El 6 de noviembre de 2015, Apple lanzó una versión de lujo del álbum original. La mayor parte de las pistas cuentan con nuevas mezclas en estéreo y sonido 5.1, y un minucioso proceso de restauración digital de la imagen que fue dirigido por 18 técnicos y artistas que se encargaron durante meses de recuperar y retocar las minipelículas, presentaciones en TV y otras clásicas filmaciones de la banda, precursoras del formato videoclip, en un proceso de limpieza y mejoramiento digital cuadro por cuadro.
1+ también incluye 50 películas promocionales / actuaciones, además de los comentarios y las introducciones de Paul McCartney y Ringo Starr. Todos los vídeos han sido digitalmente restaurados y mejorados. Están disponibles en DVD y Blu-ray. 
Las variaciones de 1/1 + incluyen CD estándar, CD / DVD, CD / Blu-ray, CD / 2DVD, CD / 2Blu-ray. Las ediciones de vídeo de doble disco también disponen de un libro de tapa dura de 124 páginas con ilustraciones. Las ediciones de video DVD / Blu-ray también están disponibles como un paquete independiente.

## Lista de canciones
Todas las canciones han sido producidas por George Martin, excepto donde está marcado. Todas las canciones han sido compuestas por Lennon/McCartney, excepto donde está marcado:
| Lado 1 (versión en casete) |                            |          |  |
| N.º                        | Título                     | Duración |  |
| 1.                         | «Love Me Do (Mono)»        | 2:20     |  |
| 2.                         | «From Me To You (Mono)»    | 1:56     |  |
| 3.                         | «She Loves You (Mono)»     | 2:21     |  |
| 4.                         | «I Want to Hold Your Hand» | 2:25     |  |
| 5.                         | «Can't Buy Me Love»        | 2:11     |  |
| 6.                         | «A Hard Day's Night»       | 2:33     |  |
| 7.                         | «I Feel Fine»              | 2:18     |  |
| 8.                         | «Eight Days A Week»        | 2:44     |  |
| 9.                         | «Ticket to Ride»           | 3:10     |  |
| 10.                        | «Help!»                    | 2:18     |  |
| 11.                        | «Yesterday»                | 2:05     |  |
| 12.                        | «Day Tripper»              | 2:48     |  |
| 13.                        | «We Can Work It Out»       | 2:15     |  |
| 14.                        | «Paperback Writer»         | 2:18     |  |
| 15.                        | «Yellow Submarine»         | 2:38     |  |
| 16.                        | «Eleanor Rigby»            | 2:06     |  |
| 38:46                      |                            |          |  |

| Lado 2 (versión en casete) |                                                          |          |  |
| N.º                        | Título                                                   | Duración |  |
| 1.                         | «Penny Lane»                                             | 2:59     |  |
| 2.                         | «All You Need is Love»                                   | 3:47     |  |
| 3.                         | «Hello, Goodbye»                                         | 3:27     |  |
| 4.                         | «Lady Madonna»                                           | 2:16     |  |
| 5.                         | «Hey Jude»                                               | 7:04     |  |
| 6.                         | «Get Back»                                               | 3:12     |  |
| 7.                         | «The Ballad of John and Yoko»                            | 2:29     |  |
| 8.                         | «Something (Escrita por George Harrison)»                | 3:01     |  |
| 9.                         | «Come Together»                                          | 4:18     |  |
| 10.                        | «Let It Be»                                              | 3:50     |  |
| 11.                        | «The Long and Winding Road (Producida por Phil Spector)» | 3:57     |  |
| 40:30                      |                                                          |          |  |

## Posición en las listas de éxitos
| Listas (2000)  | Certificación | Ventas     |
| -------------- | ------------- | ---------- |
| Australia      | 9x Platino    | 630,000    |
| Austria        | 3x Platino    | 120,000    |
| Brasil         | Platino       | 125,000    |
| Canadá         | Diamante      | 1,060,000  |
| Europa         | 9x Platino    | 9,000,000  |
| Finlandia      | 2x Platino    | 72,698     |
| Alemania       | 5x Platino    | 1,000,000  |
| Japón          | 8x Platino    | 1,950,000  |
| Corea          | 20x Platino   | 603,818    |
| Países Bajos   | 2x Platino    | 160,000    |
| Nueva Zelanda  | 12x Platino   | 180,000    |
| Noruega        | 3x Platino    | 120,000    |
| Suecia         | 2x Platino    | 120,000    |
| Suiza          | 3x Platino    | 120,000    |
| Estados Unidos | Diamante      | 10,000,000 |
| Reino Unido    | 8x Platino    | 2,400,000  |
| Mundo          | —             | 26,937,600 |

| Año  | Chart                  | Posición |
| ---- | ---------------------- | -------- |
| 2000 | Billboard 200          | 1        |
| 2001 | Billboard 200          | 1        |
| 2000 | Parada de álbumes ARIA | 1        |
| 2001 | Parada de álbumes ARIA | 1        |